# یک مرد محترم
یک مرد محترم (ایتالیایی: Un uomo perbene) یک فیلم درام وزندگی‌نامه‌ای ایتالیایی به کارگردانی و نویسندگی مائوریتسیو زاکارو که در سال ۱۹۹۹ منتشر شد. این فیلم داستان پرونده قضایی مجری تلویزیونی انزو تورتورا را به تصویر می‌کشد که توسط چندین دسته قضایی به دروغ متهم شد که یک مرد کامورا است و مدت کوتاهی پس از تبرئه شدن بر اثر سرطان درگذشت. لئو گولوتا برای بازی خود برنده جایزه دیوید دی دوناتلو برای بهترین بازیگر نقش مکمل مرد شد.

## بازیگران
- میکله پلاچیدو
- استفانو آکورسی
- جوانا متزوجورنو
- ماری‌آنجلا ملاتو
- لئو گولوتا
- لوئیجی دیبرتی
- پینو آمندولا
- جولیانو جما
- ماریانو ریجیلو